# サライネス
サラ イネス（さら いねす、1964年/1965年 - ）は、日本の女性漫画家、イラストレーター。大阪府高槻市出身。かつてはサラ今市、サラ・イイネス名義でも執筆していた。

## 人物・来歴

### 生い立ちからデビュー前まで
高槻市で生まれ育つ。10歳の頃に兵庫県宝塚市に引っ越し、現在は東京都在住。
母親は大阪のキタの生まれ。祖母の家も船場にあり、古くからの大阪弁や船場言葉を聞いて育った。そのために、宝塚へ引っ越した際に自身の「何々しはる」といった言葉遣いに笑われた経験を話している。
父親は丹後半島出身の大学教授で全日本ラリー選手権の出場経験を持つ。
京都精華大学デザイン学部デザイン学科卒で、同級生にはおーなり由子や、同じ学科にはイダタツヒコなどがいた。

### デビュー後
『AUTO SPORT』（三栄書房）にて、サラ今市名義でイラストレーターとしてデビュー。1989年よりサラ・イイネス名義で『モーニングパーティー増刊』（講談社）にて初の漫画作品『水玉生活』を連載。
ペンネームの由来は歌手のフィル・ライノットの娘サラと、モデルのイネス・ド・ラ・フレサンジュからによるもの。
1992年より1998年まで『モーニング』（講談社）にて『大阪豆ゴハン』を連載。その後ペンネームを『サライネス』に変更し、2011年まで『モーニング』にて『誰も寝てはならぬ』を連載した。2012年、『モーニング』9月20日発売号から「猫も寝てはならぬ」の連載を開始。
作品には大阪弁を使用するキャラクターが多く登場する。またモータースポーツを好んでおり、作中にはF1やラリー等々のモータースポーツの関係者を元ネタとした人物や、モータースポーツ関連のネタが多く出る。さらに、プロ野球と親戚が住む長野県に関するネタも時々出てくる。

## 作品リスト

### 漫画作品
- 水玉生活（モーニングパーティー増刊、1989年 - 、全1巻、文庫版全1巻） ※サラ・イイネス名義。文庫版は作品集として他の作品も収録している。
- 大阪豆ゴハン（モーニング、1992年 - 1998年、全12巻、文庫版全6巻） ※サラ・イイネス名義。
- 誰も寝てはならぬ（モーニング、2003年 - 2011年、全17巻）
- セケンノハテマデ（モーニング、2012年 - 2016年、全4巻）
- ストロベリー（モーニング、2018年 - 2019年、全2巻）
- 『ラリーエクスプレス』誌上での4コマ漫画
- 『カーグラフィック』誌会員制ニュースペーパー掲載の漫画
- 月は見てたぞ（モーニング新マグナム増刊）
- そのワケは（モーニング新マグナム増刊）
- この猫の塩梅（ティーポ10月号増刊「NEKO」）
- 猫も寝てはならぬ（モーニング）
- 誰も知らんがな（イブニング 2022年2月22日 - 2023年2月 → コミックDAYS[3] 2023年9月 - ）

ほか

### イラスト等
- 一人前の男になれる対人心理学（齋藤勇著、カバーイラスト）
- 月に向かって足をあげろ / サタデーナイトちくしょうフィーバー（オシリペンペンズ、ジャケットイラスト）
- フォークソングの東京・聖地巡礼 1968-1985（金澤信幸著、カバーイラスト）
- CMの読み方（『週刊現代』のコラム）
- ワンダーワード-柴崎友香漫画家対談・エッセイ集（第2回に登場）

ほか